# Museo Archeologico Nazionale di Reggio Calabria

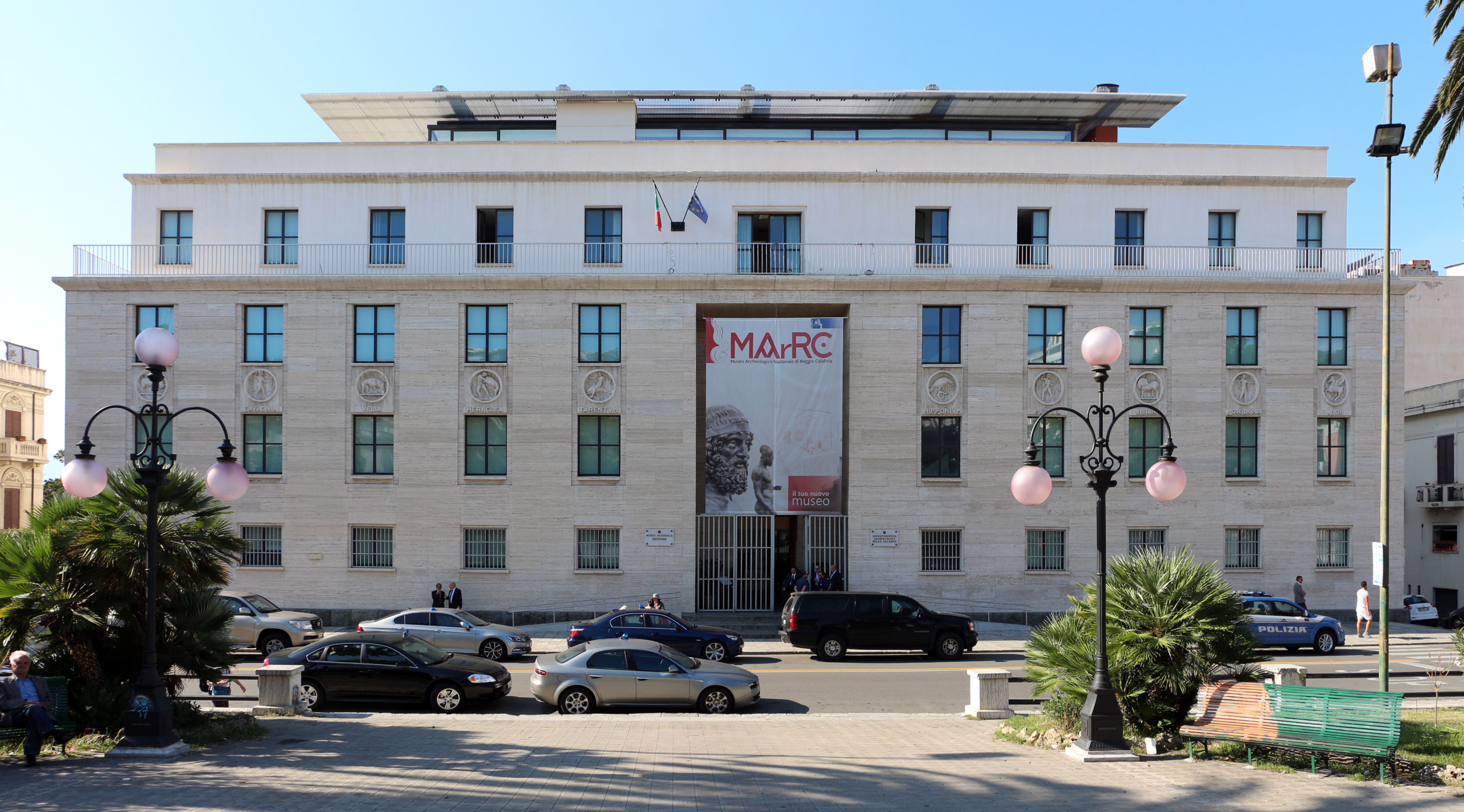
Museo Archeologico Nazionale di Reggio Calabria

Das Museo Archeologico Nazionale di Reggio Calabria (MArRC), ehemals Museo Nazionale della Magna Grecia, ist ein Museum in Reggio Calabria in Kalabrien in Italien.
Nach dem Erdbeben von 1908 wollte Paolo Orsi das vorhandene Museo Civico und die Staatlichen Sammlungen mit den Funden aus archäologischen Forschungen in Kalabrien zusammenführen, die den Forschungsarbeiten der vorangegangenen 160 Jahre zu verdanken waren. Darunter waren Fundstücke aus den Grabungen des Herzogs von Luynes und denen von Paolo Orsi.
Das Museumsgebäude, der Palazzo Piacentini, befindet sich an der Piazza De Nava. Es wurde 1932 von Marcello Piacentini entworfen und bis 1942 fertiggestellt. Wegen des Krieges konnte das Gebäude zunächst nicht genutzt werden. 1954 wurde das Museum eröffnet.
Das Gebäude hat einen quadratischen Grundriss und vier Etagen. 1981 wurde die Ausstellung Archäologie unter Wasser eingerichtet, um die 1972 gefundenen Bronzestatuen von Riace in einem angemessenen Kontext zu präsentieren. 
Von 2009 bis 2013 war das Museum wegen Umbau- und Erweiterungsarbeiten geschlossen und am 21. Dezember 2013 wurde der Saal mit den Bronzestatuen von Riace vorläufig wiedereröffnet. Am 30. April 2016 wurde das Museum im Beisein des Ratspräsidenten Matteo Renzi und des Kulturministers Dario Franceschini endgültig wiedereröffnet. Dreh- und Angelpunkt der Erweiterung sind der neue Innenhof, der überdacht wurde, und die neue Panoramaterrasse, von der aus man die Straße von Messina überblicken kann. Die Erweiterung wurde von dem Architekten Paolo Desideri projektiert.
Die bis dahin im 2. Obergeschoss gezeigten Gemälde befinden sich nun in der Pinacoteca Comunale von Reggio di Calabria.

## Das Museum

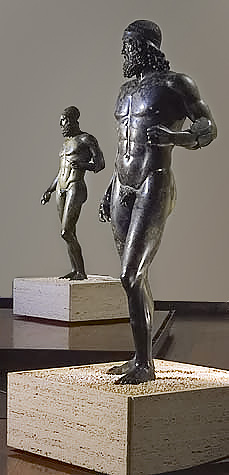
Bronzefiguren von Riace

In den vier Etagen befinden sich verschiedene Ausstellungen.

### Untergeschoss
Im Untergeschoss befindet sich die Ausstellung Archäologie unter Wasser. Im Saal I befinden sich Fundstücke aus den Meeren um Kalabrien. Zu sehen sind Anker und Amphoren aus griechischer und römischer Zeit. Im Saal II befinden sich Fundstücke aus einem bei Porticello (heute Ortsteil von Villa San Giovanni) im 5. Jahrhundert v. Chr. gesunkenen Schiff.
Im Saal III stehen der ebenfalls bei Porticello gefundene Kopf des Philosophen, die zwei 1972 im Meer gefundenen Bronzestatuen von Riace und eine den Kopf eines Herrschers aus dem 5. Jahrhundert v. Chr. darstellende Plastik.

### Erdgeschoss
Im Erdgeschoss befinden sich 15 Säle. Hier finden sich Funde aus der Ebene von Sibari, Grabbeigaben aus verschiedenen Jahrhunderten. Schwerpunkt im Erdgeschoss sind Funde und Ausstellungsgegenstände aus Locri. So ist eine Rekonstruktion eines Höhlengrabes und Gegenstände aus dem Persephone-Heiligtum bei Manella ausgestellt. Außerdem befinden sich hier die Pinakes und kleine Altare aus diesen Funden sowie Fundstücke vom Heiligtum von Marasà bei Locri.

### Erster Stock
In den 20 Sälen des ersten Stocks befinden sich die Fundstücke aus der Gegend von Reggio Calabria, darunter ein Aschengrab aus dem 6. Jahrhundert v. Chr. und Fundstücke aus dem Kloster an der Via Reggio Campi und dem Gebiet um die Stadtmauer.
Im ersten Stock hat auch die numismatische Abteilung des Museums ihren Platz. Ausgestellt sind griechische, bruttische und römische Münzen, die in der Magna Graecia und in Sizilien geprägt wurden.

### Zweiter Stock
Im zweiten Stock befanden sich bis 2009 Kunst des Mittelalters bis in die Moderne. Darunter waren Gemälde von Antonello da Messina wie der Büßende Hieronymus oder das Bild Die Rückkehr des verlorenen Sohnes von Mattia Preti. Die Gemälde befinden sich heute in der Pinacoteca Comunale von Reggio di Calabria.